# Oostpoort (Haarlem)
De Oostpoort is een stedenbouwkundig project in de Noord-Hollandse stad Haarlem waar sinds 2003 met intervallen aan wordt gewerkt. Het gebied is gelegen rond het Station Haarlem Spaarnwoude nabij Parkwijk, de Zuiderpolder en het zuidelijk gedeelte van bedrijventerrein Waarderpolder. In het gebied tussen het station en de IKEA, dat in de Waarderpolder is gelegen, zouden alleen al zo'n 1.100 woningen moeten komen. Daarnaast zal van het station een hoogwaardig vervoersknooppunt gemaakt worden.
Het gebied wordt ontsloten door de Amsterdamsevaart die even verderop buiten de stadsgrenzen verbindingen verzorgt als de N200/A200 met Halfweg en aansluit op knooppunt Rottepolderplein met de A9. Daarnaast wordt het gebied bediend door treinen en bussen.
In het project werken verschillende instanties samen onder de naam Alliantie Haarlem Oostpoort met onder andere bestuurders van B & W, gedeputeerden, de directies van Bouwend Haarlem, IndustrieKring Haarlem, Recreatieschap Spaarnwoude, ProRail, NS en de wijkraden.
| \| - ABC Architectuurcentrum - ABI - Actieplatform Bus-Kruit - AM - AIVM - Amvest - Atelier Oostwaarts - Ray Aronds (bewoner) - BPD Ontwikkeling - Bridges Real Estate - Bureau Spoorbouwmeester - Cheops - Connexxion \| - Decathlon - Dorpsvereniging Penningsveer / Spaarnwoude - Dura Vermeer - Ecoalitie - Elan Wonen - Fietsersbond - Gemeente Haarlemmermeer - HBB Groep - IKEA - Indrustrie Kring Haarlem (IKH) - Jumbo Supermarkten - Koninklijke Joh. Enschedé - MeyeReal ESTATE \| - Nova College - Nederlandse Spoorwegen (NS) - PdW Beheer - Peak - Praxis - Pré Wonen - ProRail - Recreatie Noord-Holland - Vereniging Reizigers Openbaar Vervoer (Rover) - Staatsbosbeheer - Stichting ClimateMatters - Stichting tot behoud Groene Zoom Zuiderpolder - Studentenhuisvesting \| - Synchroon - Tauw - Teva - Urban Developers - Veerkwartier - Max van Aerschot (voormalig stadsbouwmeester) - VORM - Wibaut Projectontwikkeling - Wijkraad Amsterdamse Buurten - Wijkraad Parkwijk-Zuiderpolder - Ymere - Gemeente Haarlem - Provincie Noord-Holland \| | | | |
| - ABC Architectuurcentrum - ABI - Actieplatform Bus-Kruit - AM - AIVM - Amvest - Atelier Oostwaarts - Ray Aronds (bewoner) - BPD Ontwikkeling - Bridges Real Estate - Bureau Spoorbouwmeester - Cheops - Connexxion | - Decathlon - Dorpsvereniging Penningsveer / Spaarnwoude - Dura Vermeer - Ecoalitie - Elan Wonen - Fietsersbond - Gemeente Haarlemmermeer - HBB Groep - IKEA - Indrustrie Kring Haarlem (IKH) - Jumbo Supermarkten - Koninklijke Joh. Enschedé - MeyeReal ESTATE | - Nova College - Nederlandse Spoorwegen (NS) - PdW Beheer - Peak - Praxis - Pré Wonen - ProRail - Recreatie Noord-Holland - Vereniging Reizigers Openbaar Vervoer (Rover) - Staatsbosbeheer - Stichting ClimateMatters - Stichting tot behoud Groene Zoom Zuiderpolder - Studentenhuisvesting | - Synchroon - Tauw - Teva - Urban Developers - Veerkwartier - Max van Aerschot (voormalig stadsbouwmeester) - VORM - Wibaut Projectontwikkeling - Wijkraad Amsterdamse Buurten - Wijkraad Parkwijk-Zuiderpolder - Ymere - Gemeente Haarlem - Provincie Noord-Holland |

Met het project is het uitgangspunt om het gebied rondom het station meer bij de stad te betrekken door het realiseren van betere verbindingen naar het stadscentrum maar ook naar het naastgelegen recreatiegebieden. Daarnaast zal de Oostpoort als een vernieuwde stadsentree voor Haarlem dienen. Zo wordt onder andere het station aangepakt waardoor deze omgeklapt wordt en links komt te liggen van de traverse over de Amsterdamsevaart. Daarnaast zal er een noord-zuidverbinding worden gerealiseerd voor het fietsverkeer, door middel van een verbinding tussen het Meerspoorpad en de Jan van Krimpenweg. Deze verbinding zal uitmaken van de snelfietsroute tussen IJmuiden - Schalkwijk en Haarlemmermeer. Of de verbinding wordt gerealiseerd door middel van een tunnel of brug wordt later onderzocht.

## Geschiedenis
In 2003 werd het het Masterplan Spoorzone ontwikkeld onder leiding van stedenbouwkundige Riek Bakker. Daarna volgden diverse stedenbouwkundige studies van toenmalige stadsbouwmeesters. In 2009 heeft de zogenoemde Taskforce Ruimtewinst van de provincie Noord-Holland een ‘assist’ uitgevoerd met voorstellen om Haarlem Oostpoort om te bouwen naar een grootschalige transferium met diverse functies, samengebracht in één gebouw. Dit heeft de gemeente in 2010 vertaald in een ‘Gebiedsvisie Oostradiaal’, waarin de gehele spoorzone tussen binnenstad en Oostpoort in beeld kwam.
in 2006 ontstonden ook plannen om het stadion van HFC Haarlem in Haarlem-Noord te verplaatsen naar het weiland ten zuiden van de spoorlijn Haarlem - Amsterdam en de Robertus Nurksweg. De bouw van het Stadion Oostpoort had in 2008 moeten beginnen maar heeft nooit plaatsgevonden. In 2011 is de club mede door de economische crisis failliet verklaard.
In juni 2019 heeft de gemeente een concept Ontwikkelvisie Oostpoort uitgebracht. In augustus 2019 zijn er werkzaamheden begonnen bij station Spaarnwoude, zo wordt de traverse opgeknapt en wordt het station van liften en hellingbanen zodat deze ook voor minder valide mensen toegankelijk is.